# برنارد والدمان
برنار الدمان (بالإنجليزية: Bernard Waldman)‏ (و. 1913 – 1986 م) هو فيزيائي من الولايات المتحدة الأمريكية . ولد في مدينة نيويورك .
شارك في مشروع مانهاتن .
توفي في سانفورد، كارولاينا الشمالية ، عن عمر يناهز 73 عاماً.

## التعليم
تعلم في جامعة نيويورك، وتحصل منها على بكالوريوس العلوم و دكتوراه في الفلسفة

## مناصب وهيئات
أدار نوتردام (منذ 1938)، وMidwestern Universities Research Association، وNational Superconducting Cyclotron Laboratory.

## الخدمة العسكرية
خدم في بحرية الولايات المتحدة.